# Bobby Irvine
Bobby Irvine, född 18 juni 1942, är en före detta fotbollsspelare från Nordirland som spelade för bland annat Linfield och Stoke.

## Klubbkarriär

### Linfield
Bobby Irvine kom till Linfield 1957 där han året efter etablerade sig i startelvan som 16-åring. 1959 stod Irvine i mål när IFK Göteborg slog ut Linfield ur Europacupen med totalt 7-3. Under säsongen 1961/1962 var Irvine med om att vinna sju turneringar under samma säsong; Irish Football League, Irish Cup, City Cup, Gold Cup, County Antrim Shield, Ulster Cup och North-South Cup.

### Stoke City
I juni 1963 såldes Bobby Irvine till Stoke City för £6,000 och gjorde debut mot Tottenham Hotspur i ligapremiären. Efter sju matcher så förlorade dock Irvine sin startplats till förmån för Lawrie Leslie. Säsongen 1964/1965 var han fortsatt petad och gjorde bara en match. Irvines sista match i Stoke var i FA-cupens tredje omgång mot Walsall, där han orsakade en straff vilket till slut gjorde att Walsall kunde vinna med 2-0. Stokes tränare Tony Waddington var ursinnig och Irvine togs aldrig ut i laget igen. Sommaren 1966 släpptes Irvine som då skrev på för amatörlaget Altrincham.

## Internationell karriär
Bobby Irvine gjorde debut för Nordirland mot Nederländerna 1962 och gjorde totalt 8 landskamper, den sista mot Wales 1965.

## Statistik
| Klubb      | Säsong            | Inhemsk liga      | Inhemsk liga | Inhemsk liga | Nat. täv. | Nat. täv. | Internat. täv. | Internat. täv. | Totalt | Totalt |
| Klubb      | Säsong            | Serie             | SM           | Mål          | SM        | Mål       | SM             | Mål            | SM     | Mål    |
| ---------- | ----------------- | ----------------- | ------------ | ------------ | --------- | --------- | -------------- | -------------- | ------ | ------ |
| Stoke City | 1963–64           | Första Divisionen | 11           | 0            | 0         | 0         | 1              | 0              | 12     | 0      |
| Stoke City | 1964–65           | Första Divisionen | 1            | 0            | 0         | 0         | 1              | 0              | 2      | 0      |
| Stoke City | 1965–66           | Första Divisionen | 13           | 0            | 1         | 0         | 3              | 0              | 17     | 0      |
| Stoke City | Totalt i klubblag | Totalt i klubblag | 25           | 0            | 1         | 0         | 5              | 0              | 31     | 0      |